# Pozuelo del Rey
Pozuelo del Rey è un comune spagnolo di 1 190 abitanti (2021) situato nella comunità autonoma di Madrid.